# آریو زن برزنجیر
آریو زن برزنجیر یک ستاره است که در صورت فلکی آندرومدا قرار دارد.